# Patnongon
Patnongon (Bayan ng Patnongon) är en kommun i Filippinerna. Kommunen ligger på ön Panay, och tillhör provinsen Antique. Folkmängden uppgår till 37 176 invånare år 2015.

## Barangayer
Patnongon är indelat i 36 barangayer.
| - Alvañiz - Amparo - Apgahan - Aureliana - Badiangan - Bitas - Carit-an - Cuyapiao - Villa Elio - Gella - Igbarawan - Igbobon | - Igburi - La Rioja - Mabasa - Macarina - Magarang - Magsaysay - Padang - Pandanan - Patlabawon - Poblacion - Quezon - Salaguiawan | - Samalague - San Rafael - Tobias Fornier - Tamayoc - Tigbalogo - Villa Crespo - Villa Cruz - Villa Flores - Villa Laua-an - Villa Sal - Villa Salomon - Vista Alegre |